# Homolagoa tritogramma
Homolagoa tritogramma là một loài bướm đêm trong họ Noctuidae.